# Innovationsaudit
Ein Innovationsaudit ist eine umfassende, systematische Analyse der Innovationsfähigkeit von Unternehmen mit dem vorrangigen Ziel, diese zu verbessern. Es befähigt klein- und mittelständische Unternehmen, das eigene Innovationsverhalten richtig einzuordnen, spezifische Verbesserungspotentiale zu erkennen, sowie Entwicklungsmaßnahmen gezielt und effizient umzusetzen.

## Hintergrund
Innovation und Innovationsfähigkeiten von Unternehmen werden immer mehr zu Wettbewerbsvorteilen, um am Markt bestehen zu können und sich von Wettbewerbern positiv abzugrenzen. Um die eigene Innovationsfähigkeit gezielt zu steigern, ist es sinnvoll die Innovationsfähigkeit zu erhöhen. Voraussetzung hierfür ist es, sowohl die Stärken als auch die Schwächen, die im Hinblick auf die Innovationsfähigkeit bestehen, zu erkennen. Innovationsaudits sind ein Instrument zur Messung der Innovationsfähigkeit eines Unternehmens. Sie geben einen Überblick über den Ist-Zustand und zeigen darüber hinaus Möglichkeiten zur Optimierung der Innovationsfähigkeit auf.

## Anforderungen an ein Innovationsaudit
Die Anforderungen an ein Innovationsaudit sind vielfältig und von der Form des Audits, der Unternehmensgröße und der Zielsetzung abhängig. Einige Anforderungen gelten jedoch für alle Formen:
- Kosten-Nutzen-Verhältnis
- Verfügbarkeit der benötigten Daten
- Unabhängigkeit der Auditoren
- Kommunikation zwischen Unternehmen und Auditor
- Individualisierung des Audits
- Unterstützung durch die Unternehmensleitung
- Qualitäts- und Ergebnissicherung
- Dokumentation während der Auditierung
- Qualifizierte Mitarbeiter, qualifizierte Auditoren

## Formen eines Audits

### Selbstaudit
Ein Selbstaudit sollen eigene Mitarbeiter möglichst ohne externe Hilfestellung durchführen. Es besteht jedoch die Möglichkeit, Werkzeuge von externen Anbietern einzukaufen (Fragebögen, Online-Tools).
Vorteile:
- Geringe Kosten
- Geringer Zeitaufwand
- Hohe Vergleichbarkeit mit anderen Unternehmen der Branche

Nachteile:
- Tendenziell weniger vertrauenswürdig als ein externer Partner
- Standardisierung kann Eigenheiten des Unternehmens vernachlässigen
- Zertifizierung nicht möglich oder von geringer Aussagekraft

### Geführte Audits
Geführte Audits werden in der Regel von Unternehmensberatungen, Instituten und Lehrstühlen angeboten, die das Audit komplett planen, durchführen und nachbereiten.
Vorteile:
- Hoher Aussagewert
- Neutrale Betrachtung aus verschiedenen Perspektiven
- Individuell an Unternehmen anpassbar
- Zertifizierung möglich

Nachteile:
- Hoher Kostenaufwand
- Hoher Zeitaufwand
- Aufgrund von Individualisierung geringe Vergleichbarkeit

### Mischform
Neben dem Selbstaudit und dem geführten Audit gibt es Mischformen, die beide Modelle miteinander kombinieren.

## Umsetzung der Auditergebnisse
Unabhängig von seiner Form wird das Audit mit einem Abschlussbericht bewertet. Der Ist-Zustand wird aufgeführt und die Stärken und Schwächen werden herausgestellt (z. B. mit einer SWOT-Analyse). Mit den Erkenntnissen ist es sinnvoll, Benchmarking zu betreiben, das heißt den Vergleich mit dem stärksten Wettbewerber (soweit möglich). So erhält man dann einen genauen Überblick, wo das eigene Unternehmen steht.
Aus diesen Ergebnissen wird deutlich, in welchen Bereichen des Unternehmens Handlungsbedarf besteht. Die Verantwortlichen sollten nun diskutieren, welche Maßnahmen diese Situation verbessern könnten. Idealerweise wird ein Maßnahmenkatalog erstellt, damit später auch ein Controlling der Maßnahmen möglich ist.
Die Maßnahmen sollten praxistauglich sowie finanziell und im zeitlichen Aufwand planbar und überschaubar sein.

## Fazit
Um am Markt bestehen zu können, werden Innovationen aufgrund der immer kürzer werdenden Produktzyklen und des steigenden Wettbewerbsdrucks immer wichtiger.
Durch ein Innovationsaudit wird der IST-Zustand in Sachen Innovationsfähigkeit ermittelt. Auf diesem Wege werden Schwachstellen erkannt. Dies ist die Voraussetzung dafür, sie bekämpfen zu können. Erkannte Stärken gilt es zu nutzen.
Bei der Durchführung des Audits können eine Vielzahl von Problemen auftreten, wie menschliche Gewohnheiten, Zeitmangel oder eine schlechte Innovationskultur. Gelingt es, diesen Problemen durchdacht entgegenzutreten, so ist das Innovationsaudit ein gutes Instrument, um die Innovationsfähigkeit systematisch zu steigern.